# Governatore della Prefettura di Kyoto
Il Governatore della Prefettura di Kyoto è il governatore di Kyoto, a prefettura del Giappone. Fino al 1947 i governatori erano nominati dal Ministero dell'interno. L'attuale governatore è Takatoshi Nishiwaki, in carica dal 16 aprile 2018.

## Elenco

### Governatori nominati (1868-1947)[2]
| N° | Foto | Governatore        | Mandato        | Mandato        |
| N° | Foto | Governatore        | Inizio         | Termine        |
| -- | ---- | ------------------ | -------------- | -------------- |
| 1  |      | Nobuatsu Nagatani  | Giugno 1868    | Luglio 1875    |
| 2  |      | Masanao Makimura   | Luglio 1875    | Gennaio 1881   |
| 3  |      | Kunimichi Kitagaki | Gennaio 1881   | Luglio 1892    |
| 4  |      | Sadaaki Senda      | Luglio 1892    | Novembre 1893  |
| 5  |      | Hiroshi Nakai      | Novembre 1893  | Ottobre 1894   |
| 6  |      | Chiaki Watanabe    | Ottobre 1894   | Ottobre 1895   |
| 7  |      | Nobumichi Yamada   | Ottobre 1895   | Novembre 1897  |
| 8  |      | Tadakatsu Utsumi   | Novembre 1897  | Marzo 1900     |
| 9  |      | Chikaaki Takasaki  | Marzo 1900     | Febbraio 1902  |
| 10 |      | Shoichi Omori      | Febbraio 1902  | Aprile 1916    |
| 11 |      | Jūshirō Kiuchi     | Aprile 1916    | Maggio 1918    |
| 12 |      | Eitaro Mabuchi     | Maggio 1918    | Luglio 1921    |
| 13 |      | Raizo Wakabayashi  | Luglio 1921    | Ottobre 1922   |
| 14 |      | Tokikazu Ikematsu  | Ottobre 1922   | Dicembre 1924  |
| 15 |      | Hiroshi Ikeda      | Dicembre 1924  | Settembre 1926 |
| 16 |      | Tsunenosuke Hamada | Settembre 1926 | Aprile 1927    |
| 17 |      | Shigoro Sugiyama   | Aprile 1927    | Luglio 1927    |
| 18 |      | Shigeyoshi Omihara | Luglio 1927    | Luglio 1929    |
| 19 |      | Shinichi Sagami    | Luglio 1929    | Ottobre 1931   |
| 20 |      | Shinya Kurosaki    | Ottobre 1931   | Dicembre 1931  |
| 21 |      | Sukenari Yokoyama  | Dicembre 1931  | Giugno 1932    |
| 22 |      | Munenori Saito     | Giugno 1932    | Gennaio 1935   |
| 23 |      | Shintarō Suzuki    | Gennaio 1935   | Aprile 1936    |
| 24 |      | Keiichi Suzuki     | Aprile 1936    | Aprile 1939    |
| 25 |      | Kotora Akamatsu    | Aprile 1939    | Aprile 1940    |
| 26 |      | Jitsuzo Kawanishi  | Aprile 1940    | Gennaio 1941   |
| 27 |      | Kyoushiro Ando     | Gennaio 1941   | Luglio 1943    |
| 28 |      | Chiyoji Yukizawa   | Luglio 1943    | Aprile 1944    |
| 29 |      | Zentaro Arai       | Aprile 1944    | Giugno 1945    |
| 30 |      | Shigeo Miyoshi     | Giugno 1945    | Ottobre 1945   |
| 31 |      | Atsushi Kimura     | Ottobre 1945   | Marzo 1947     |
| 32 |      | Yoshiaki Yamamoto  | Marzo 1947     | Aprile 1947    |

### Governatori eletti (dal 1947)[3]
| N° | Foto | Governatore                    | Mandato        | Mandato        | Elezione |
| N° | Foto | Governatore                    | Inizio         | Termine        | Elezione |
| -- | ---- | ------------------------------ | -------------- | -------------- | -------- |
| 33 |      | Atsushi Kimura (木村惇)        | 12 aprile 1947 | 2 aprile 1950  | 1947     |
| 34 |      | Torazo Ninagawa (蜷川虎三)     | 20 aprile 1950 | 15 aprile 1978 | 1950     |
| 34 | 1954 | Torazo Ninagawa (蜷川虎三)     | 20 aprile 1950 | 15 aprile 1978 |          |
| 34 | 1958 | Torazo Ninagawa (蜷川虎三)     | 20 aprile 1950 | 15 aprile 1978 |          |
| 34 | 1962 | Torazo Ninagawa (蜷川虎三)     | 20 aprile 1950 | 15 aprile 1978 |          |
| 34 | 1966 | Torazo Ninagawa (蜷川虎三)     | 20 aprile 1950 | 15 aprile 1978 |          |
| 34 | 1970 | Torazo Ninagawa (蜷川虎三)     | 20 aprile 1950 | 15 aprile 1978 |          |
| 34 | 1974 | Torazo Ninagawa (蜷川虎三)     | 20 aprile 1950 | 15 aprile 1978 |          |
| 35 |      | Yukio Hayashida (林田悠紀夫)   | 16 aprile 1978 | 15 aprile 1986 | 1978     |
| 35 | 1982 | Yukio Hayashida (林田悠紀夫)   | 16 aprile 1978 | 15 aprile 1986 |          |
| 36 |      | Teiichi Aramaki (荒巻禎一)     | 16 aprile 1986 | 15 aprile 2002 | 1986     |
| 36 | 1990 | Teiichi Aramaki (荒巻禎一)     | 16 aprile 1986 | 15 aprile 2002 |          |
| 36 | 1994 | Teiichi Aramaki (荒巻禎一)     | 16 aprile 1986 | 15 aprile 2002 |          |
| 36 | 1998 | Teiichi Aramaki (荒巻禎一)     | 16 aprile 1986 | 15 aprile 2002 |          |
| 37 |      | Keiji Yamada (山田啓二)        | 16 aprile 2002 | 15 aprile 2018 | 2002     |
| 37 | 2006 | Keiji Yamada (山田啓二)        | 16 aprile 2002 | 15 aprile 2018 |          |
| 37 | 2010 | Keiji Yamada (山田啓二)        | 16 aprile 2002 | 15 aprile 2018 |          |
| 37 | 2014 | Keiji Yamada (山田啓二)        | 16 aprile 2002 | 15 aprile 2018 |          |
| 38 |      | Takatoshi Nishiwaki (西脇隆俊) | 16 aprile 2018 | in carica      | 2018     |
| 38 | 2022 | Takatoshi Nishiwaki (西脇隆俊) | 16 aprile 2018 | in carica      |          |